# Heinrich Adrian von Borcke

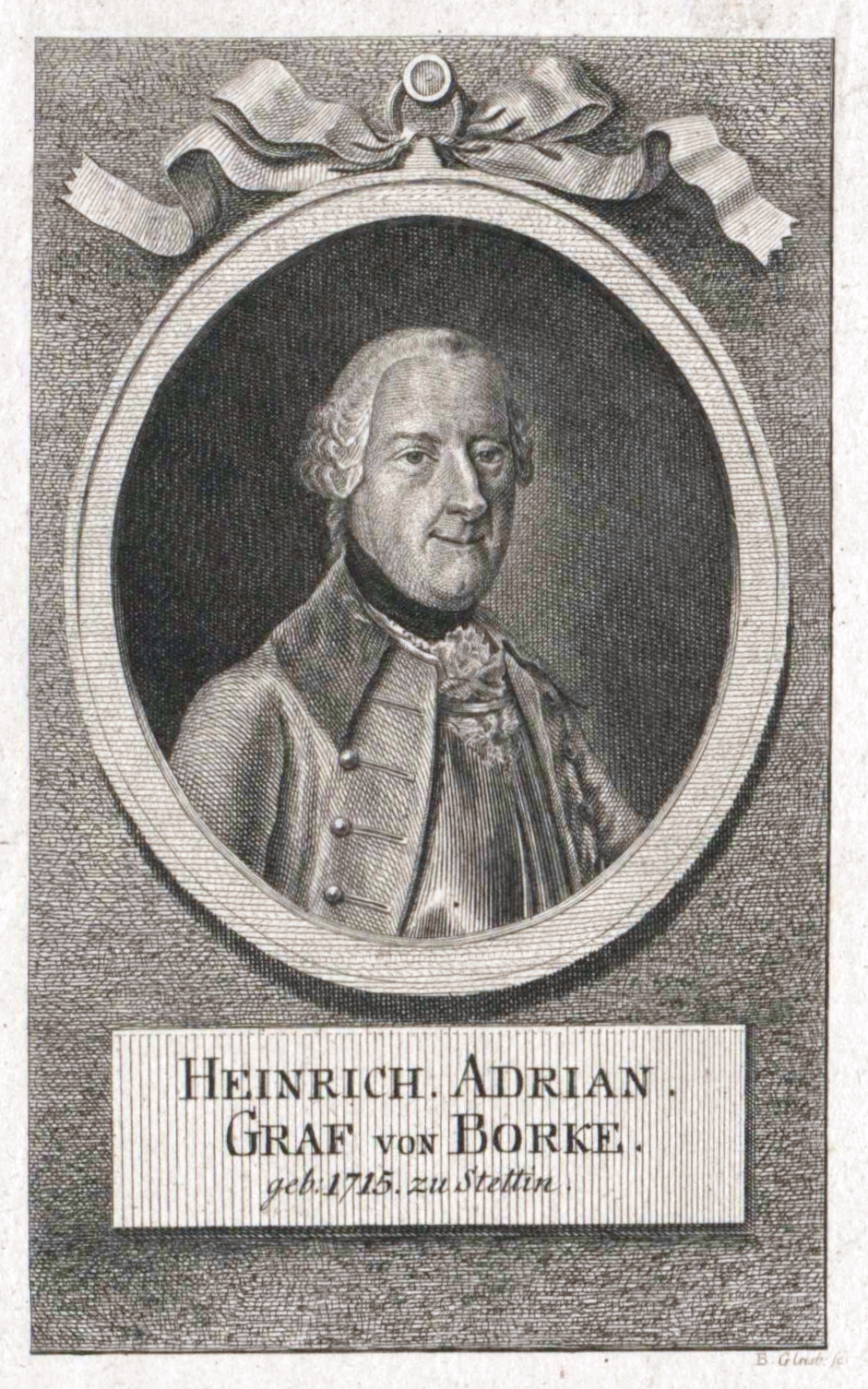
Heinrich Adrian von Borke, Stich von Benjamin Glassbach

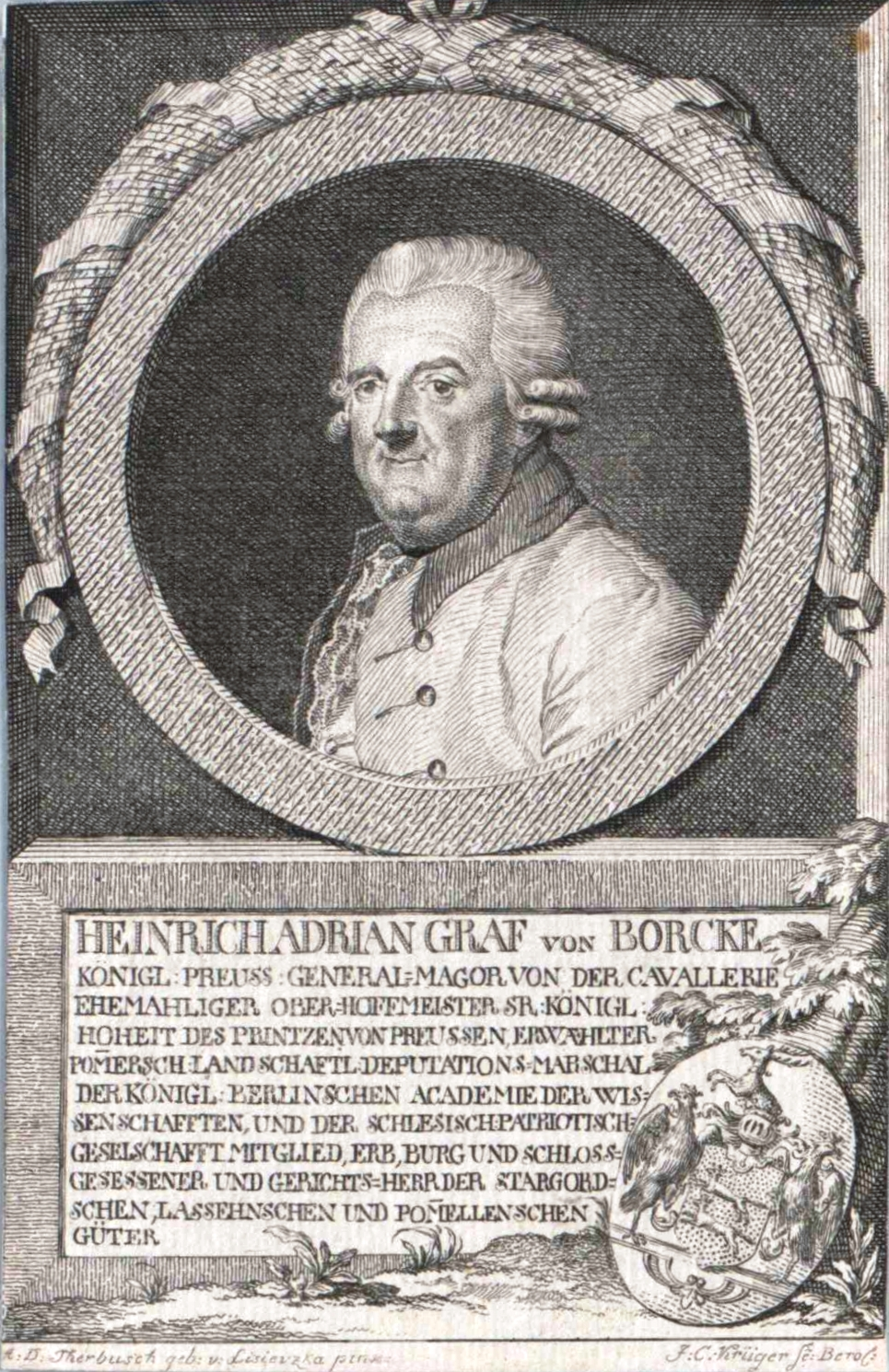
Heinrich Adrian Graf von Borcke, Stich von Johann Conrad Krüger nach Anna Dorothea Therbusch

Heinrich Adrian Graf von Borcke (* 4. April 1715 in Stettin; † 17. April 1788 in Stargordt; auch Adrian Heinrich Graf von Borcke) war ein deutscher Offizier in preußischen Diensten. Er war militärischer Erzieher des späteren Königs Friedrich Wilhelm II. und stieg bis zum General der Kavallerie auf.

## Herkunft
Er wurde als Mitglied der pommerschen Adelsfamilie Borcke in Stettin geboren, wo sein Vater, Adrian Bernhard von Borcke (* 1668; † 1741), damals Gouverneur war; sein Vater stieg später bis zum Generalfeldmarschall auf und wurde 1740 in den Grafenstand erhoben.

## Leben
Wie zuvor sein Vater, so studierte auch er zunächst an Universitäten, bevor er in die Preußische Armee eintrat. In der Armee war Borcke bis zum Major in einem Kürassierregiment (wohl Regiment von Stille in Aschersleben) aufgerückt, als König Friedrich II. ihn 1751 zum militärischen Erzieher seines Neffen Friedrich Wilhelm (* 1744), des späteren Königs Friedrich Wilhelm II., bestimmte. 1752 wurde Borcke Ehrenmitglied der Königlich-Preußischen Akademie der Wissenschaften. Auch in der Position als sogenannter Oberhofmeister des Prinzen rückte Borcke in der Armee weiter auf und wurde 1755 Oberstleutnant, 1759 Oberst und 1761 Generalmajor. 1756 wurde Borcke zusätzlich Erzieher von Friedrich Wilhelms jüngerem Bruder Heinrich (* 1747).
Für die Erziehung des Prinzen Friedrich Wilhelm hatte König Friedrich II. 1751 eine Instruktion entworfen, die in dessen Werken veröffentlicht ist. 1764 fiel Borcke beim König in Ungnade. Denn der König hatte erfahren, dass Borcke dem Prinzen als Grundsatz empfohlen hatte: „Ein Staat kann durch Erhaltung des Friedens glücklicher gemacht werden, als durch Führung des siegreichsten Krieges“. König Friedrich II., der von 1740 bis 1763 die Schlesischen Kriege geführt hatte, war darüber nicht erfreut; Borcke musste seine Position als Prinzenerzieher aufgeben und auf seine Güter abreisen, erhielt aber seine Besoldung weitergezahlt.
Wenn auch der König in militärischer Hinsicht nichts mehr von Borcke hielt, so schätzte er ihn doch als Landedelmann und wegen seiner Bemühungen um die Verbesserung der Wirtschaft. Borcke war der Sprecher einer Delegation des pommerschen Adels, die zu König Friedrich II. nach Potsdam reiste, um ihn für die Gründung einer Pfandbriefbank zu gewinnen. Dies war erfolgreich und 1781 wurde die Pommersche Landschaft als drittes landschaftliches Kreditinstitut in Preußen gegründet.

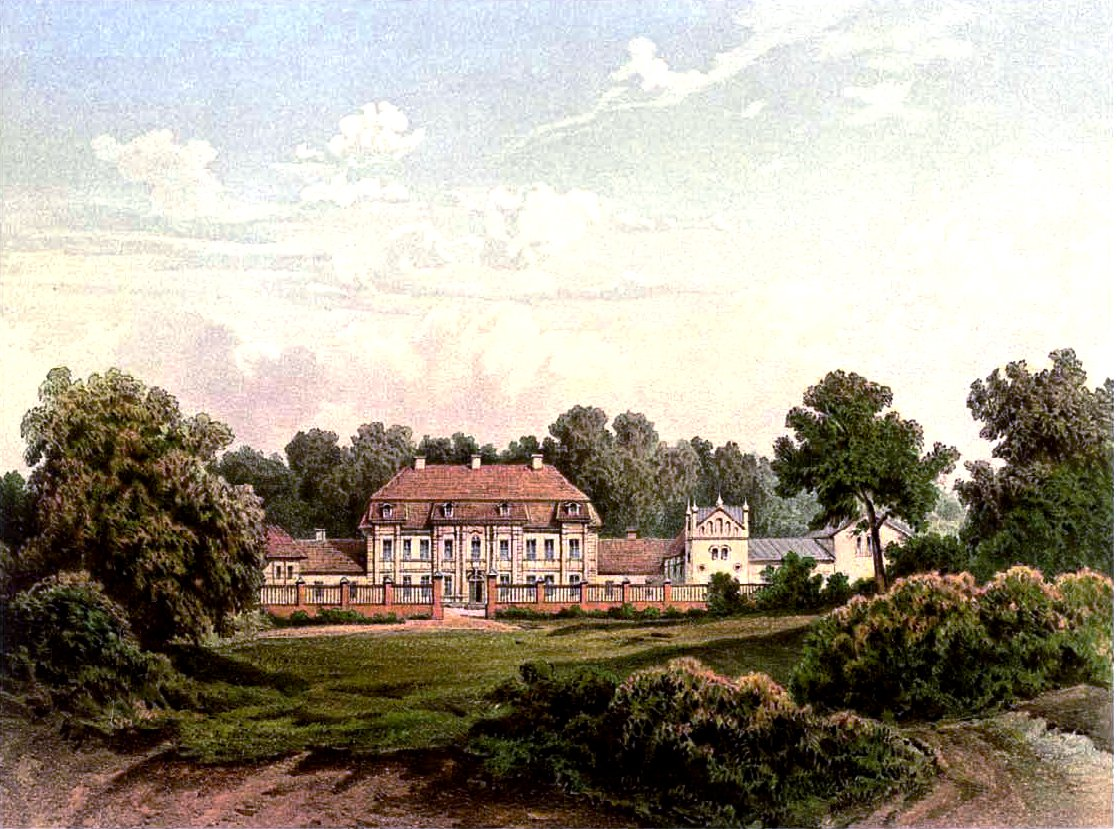
Schloss Stargordt um 1860, Sammlung Alexander Duncker

Als Borckes ehemaliger Zögling Friedrich Wilhelm schließlich König wurde, ehrte dieser ihn 1786 durch die Beförderung zum Generalleutnant, dies mit einer formal um 11½ Jahre vordatierten Ernennungsurkunde, sowie mit der Verleihung des Schwarzen Adlerordens und 1787 durch die weitere Beförderung zum General der Kavallerie. Heinrich Adrian Graf von Borcke starb 1788 auf seinem Gut Stargordt bei Regenwalde.

## Familie
Er heiratete am 23. Juli 1743 in Monbijou 'Helene' Wilhelmine Henriette von Brand (* 20. März 1718; † 11. Mai 1770), eine Tochter des preußischen Staatsministers Christian von Brandt (1684–1749). Das Paar hatte mehrere Kinder:
- Friedrich Heinrich Christian (* 3. Juli 1744; † 4. Juni 1790) ⚭ 1769 Dorothea Friederike Catharina von Mellin (* 12. Dezember 1744 in Stettin; † 1. Juli 1794), Tochter von Georg Bernhard Petrus von Mellin
- Antoinette Wilhelmine (* 17. September 1745; † 3. November 1745), beigesetzt in der Heilig Kreuz (Aschersleben)[1]
- Hans Heinrich
- Christian Friedrich

## Schriften
- Beschreibung der Stargordtschen Wirtschaft. Erstauflage: Breslau 1778. Neuauflage: Berlin 1792 (Volltext, ohne gefaltete Seiten, mit Porträt)